# Porterville (Californie)
Pour les articles homonymes, voir Porterville.
La ville américaine de Porterville est située dans le comté de Tulare, dans l’État de Californie. Le recensement de 2010 a indiqué une population de 54 165 habitants.
La ville est desservie par l'aéroport Porterville Municipal Airport (en).

## Démographie
| 1880 | 1890 | 1910  | 1920  | 1930  | 1940  |
| ---- | ---- | ----- | ----- | ----- | ----- |
| 202  | 606  | 2 696 | 4 097 | 5 303 | 6 270 |

| 1950  | 1960  | 1970   | 1980   | 1990   | 2000   |
| ----- | ----- | ------ | ------ | ------ | ------ |
| 6 904 | 7 991 | 12 602 | 19 707 | 29 563 | 39 615 |

| 2010   | - | - | - | - | - |
| ------ | - | - | - | - | - |
| 54 165 | - | - | - | - | - |

## Personnalité
Sim Iness (1930-1996), champion olympique du lancer du disque, est né à Porterville.

## Source
- (en) Cet article est partiellement ou en totalité issu de l’article de Wikipédia en anglais intitulé « Porterville, California » (voir la liste des auteurs).